# Eriocaulon belgaumensis
Eriocaulon belgaumensis är en gräsväxtart som beskrevs av Shimpale och Shrirang Ramchandra Yadav. Eriocaulon belgaumensis ingår i släktet Eriocaulon och familjen Eriocaulaceae. Inga underarter finns listade i Catalogue of Life.